# Savosa
Savosa är en ort och kommun i distriktet Lugano i kantonen Ticino i södra Schweiz. Kommunen har 2 245 invånare (2023), på en yta av 0,74 km².